# سیارک ۳۸۶۳
سیارک ۳۸۶۳ (به انگلیسی: 3863 Gilyarovskij، نامگذاری:1978SJ3) سه هزار و هشتصد و شصت و سومین سیارک کشف شده‌است که در ۲۶ سپتامبر ۱۹۷۸ کشف شد.
قدر مطلق سیارک برابر ۱۳٫۱۰ است.